# 亞洲台電視節目列表 (2010年代)
本列表是本港台電視節目列表的子列表，列出2010年代的亞洲電視本港台節目（只限綜藝及資訊節目）。
由綜藝組製作的大型特備節目，參見本港台特備節目列表 (2010年代)。

### 節目
- 新聞時事節目
  - 亞洲早晨（已於2015年8月1日恢復播映，但只於本港台播放，而不與亞洲台聯播）
  - 十二點半新聞（已於2015年8月1日恢復播映，但只於本港台播放，而不與亞洲台聯播）
  - 新聞報道（已停播）
  - 亞視普通話新聞(已於2015年8月3日恢復播映，但只於亞洲台播放，而不與國際台聯播）
  - 六點鐘新聞
  - 英語晚間新聞
  - 夜間新聞
  - ATV焦點（已停播）
  - Hot Topic（已停播）
  - 時事追擊
  - 美國之音美國通訊（新聞故事）
  - 中國中央電視台新聞30分（中國新聞報道）（已停播）
  - 中國中央電視台新聞聯播（中國新聞報道）（已停播）
  - 英語夜間新聞（已停播）
  - 香港特首答問會
- 財經節目
  - 金融快訊（已停播）
  - 金錢世界
  - 理財博客之即市錦囊（已停播）
  - 理財博客（已停播）
  - 理財博客之投資多面睇（已停播）
  - 國際財經視野（已停播）
- 清談/訪談節目
  - 香江怒看（已播畢）
  - 亞洲政策組（已播畢）
  - 把酒當歌
  - 亞視百人（已播畢）
  - 高志森微博（已播畢，現為重播）
  - ATV亞洲小姐競選25th 亞姐百人（已播畢）
  - 傑出潮商系列（已播畢）
- 資訊節目
  - 讀知天下（已播畢）
  - 中華創意奇觀2（已播畢）
  - 科學特搜（已播畢）
  - 中國神秘檔案（已播畢）
  - 全球化雜誌（已停播）
  - 全歐訊息速遞（已停播）
  - 時事內幕追擊（已停播）
  - 人物與政治（已停播）
  - 焦點報告（已停播）
  - 時事縱橫（已停播）
  - 六十分鐘時事雜誌（已停播）
  - 通識小學堂（已播畢）
  - 生活加油站（已播畢）
  - 百年共和（已播畢）
  - 星動亞洲（已播畢）
  - 香港望族（已播畢）
  - 聚焦中國（已播畢）
  - BB日記（已播畢）
  - 今日iCity（已播畢）
  - 方草尋源（已播畢）
  - 澳門人（已播畢）
  - 青協數碼青年：好戲連場(外判節目)
  - 濠江水悠悠 澳門五百年（已播畢）
  - 我愛下午茶（已播畢）
- 音樂節目
  - ATV每日一歌
- 旅遊節目
  - 嶺南尋根之旅（已播畢）
  - 開心到鎮（已播畢）
  - 日語大放送（外判節目，以日語播放）
  - 愉悅龍門（已播畢）
  - 西藏尋真•蟲草之旅（已播畢）
  - 星河展現•濠江情（已播畢）
- 劇集
  - 熟女ChaChaCha（已播畢）
  - 詠春傳奇（已播畢）
  - 火蝴蝶
  - 法網群英（已播畢）
  - 小興安嶺深處（已播畢）
  - 四十九日·祭（已播畢）
  - 親密損友
- 紀錄片(外購節目)
  - 極地求存（已播畢）
  - 小魔怪（已播畢）
  - 加拿大 牛仔之城（已播畢）
  - 傳奇中國系列（已播畢）
  - 文化深度行（已播畢）
  - 驚世工程（已播畢）
  - 中東商業帝國（已播畢）
  - 尋根珠璣港（已播畢）
  - 獵秘遊蹤之神山（已播畢）
  - 環球大百科（已播畢）
    - 野性的呼喚（已播畢）
    - 後恐龍世界（已播畢）
    - 米飯生活（已播畢）
    - 橫越歐洲遊（已播畢）

  - 《1929》系列（已播畢）
  - 藝術無疆界（已播畢）
  - 愛的設計（已播畢）
  - 日之達人（已播畢）
  - 荼馬古道（已播畢）
  - 超級地震（已播畢）
  - 環球大百科（已播畢）
    - 感官世界（已播畢）
    - 超越腦極限（已播畢）
    - 探索宇宙（已播畢）

  - 新疆並不遙遠（已播畢）
  - 風雲大事一百年（已播畢）
    - 311日本大地震透視（已播畢）
    - 百年之「迷」（已播畢）
    - 世紀的災難（已播畢）
    - 皇室傳承（已播畢）
    - UFO驚世事件簿（已播畢）
    - 2008金融海嘯（已播畢）
    - IT巨人（已播畢）
    - 911回顧（已播畢）
    - 2012世界末日預言（已播畢）
    - 世紀倒台40周年（已播畢）
    - 核戰邊緣（已播畢）
    - 柏林圍墻倒下（已播畢）
- 賽馬節目（香港賽馬會製作）（已於2015年8月11日起改為由無線電視J2播放）
  - 放眼馬世界
  - 胆識過人
  - 馬上全接觸
  - 高清賽馬直擊
- 香港電台電視節目
- 大型綜藝
  - 第三十三屆十大中文金曲頒獎音樂會
  - 第三十六屆十大中文金曲頒獎音樂會
  - 第三十七屆十大中文金曲頒獎音樂會
  - 陳浩德金曲情不變演唱會II（已播畢）
  - 2011「一路有你」中國扶貧慈善晚會（已播畢）
  - 香港亞洲流行音樂節2011（已播畢）
  - 香港亞洲流行音樂節2012（已播畢）
  - 香港亞洲流行音樂節2013（已播畢）
  - 香港亞洲流行音樂節2014（已播畢）
  - 香港亞洲流行音樂節2015（已播畢）
  - 第十一屆全球華語大學生影視獎頒獎典禮（已播畢）

## 2015年
| 首播日期 | 集數 | 類別   | 節目名稱   | 主持/演出/旁白               | 官方網頁  | 備註                           |
| -------- | ---- | ------ | ---------- | ---------------------------- | --------- | ------------------------------ |
| 08月22日 |      | 清談   | 女人資本論 | 主持：王君擎、衛鏡伊、邱潔驊 | ATV宣傳片 | 國語廣播                       |
| 08月23日 |      | 財經   | 君擎財經   | 主持：王君擎                 |           | 國語廣播                       |
| 08月23日 |      | 時事   | 今日亞洲   |                              |           | 國語廣播，第四集起改以粵語廣播 |
| 08月23日 |      | 真人秀 | 築夢青春   | 主持：衛鏡伊                 |           | 國語廣播                       |